# Лаба Борис Михайлович
Бори́с Миха́йлович Лаба (22 жовтня 1937, с. Тур'я Пасіка, тепер Перечинського району Закарпатської області — 10 січня 2011, Київ) — український хоровий диригент, композитор, педагог. 3аслужений артист УРСР (1979). Лауреат Державної премії АР Крим (1995).

## Біографія
Закінчив Ужгородське музичне училище (1961, кл. П. Ґудзя), Київську консерваторію (1966, кл. диригування О. Міньківського, 1987, кл. композиції А. Штогаренка). Від 1960 — методист обласного Будинку народної творчості в Ужгороді, з 1965 — хормейстер Буковинського ансамблю пісні і танцю Чернівецької обласної філармонії, з 1966 — Державної заслуженої капели бандуристів України, з 1970 — Заслуженого академічного народного хору ім. Г. Верьовки. 1975—88 — водночас викладач Київського інституту культури. 1988—2005 — художній керівник ансамблю пісні і танцю «Славноцвіт» с. Славне Роздольненського району в АР Крим. Під керуванням Лаби хор здобув звання лауреата 1-го Всеукраїнського конкурсу ансамблю пісні і танцю (Рівне, 1992), дипломанта багатьох оглядів самодіяльності мистецтва Криму.

## Творча спадщина
Музичні твори
- опера «Пломінь кохання» (4 дії з прологом і епілогом, сл. Лесі Українки, лібр. автора, 1999);
- для солістів, хору та оркестру:
- кантати — : «Карпатська легенда», сл. автора (1966);

"Фрески з «Кобзаря», сл. Т. Шевченка (1970);
«Труд і мир — володар землі», сл. О. Доріченка (1987);
«Земле моя, всеплодющая мати», сл. І. франка (1989);
«Сеє не умре ніколи», сл. І. Котляревського (1990);
«Не вмирає душа наша», сл. Т. Шевченка (1994);
«Дума про Вітчизну», сл. автора (2002);
- для хору, дзвонів та ударних — «Героїчна літургія-симфонія» («Отче наш», «Покладаєм на Бога надію», «Плач Єремії», «Тільки в Господі правда і сила»; біблійний текст, 1996);
- для хору без супроводу — : хор. поема «Закувала зозуленька» (1972),

хор. картина «Понад ставом увечері хитається очерет» (1980, обидві — сл. Т. Шевченка),
урочиста поема «Заради миру творимо життя» (1983),
«Акварелі Карпат» (1987), обидва — сл. автора;
- для бандури — твори;
- обробки українських народних пісень (понад 50).

Літературні твори
- Методичний посібник для розспівування народного хору. — К., 1976;
- Методичні рекомендації при роботі над ансамблем окремих партій в народному хорі. — К., 1978;
- Олександр Міньківський. — К., 1980.